# Gujarat
|  | Per a altres significats, vegeu «Gujarat (desambiguació)». |

El Gujarat és un dels estats de la Unió Índia. És travessat pels rius Ambika, Auranga, Dhadhar, Narmada i Tapti, i s'hi troba les muntanya Girnar.

## Divisió administrativa

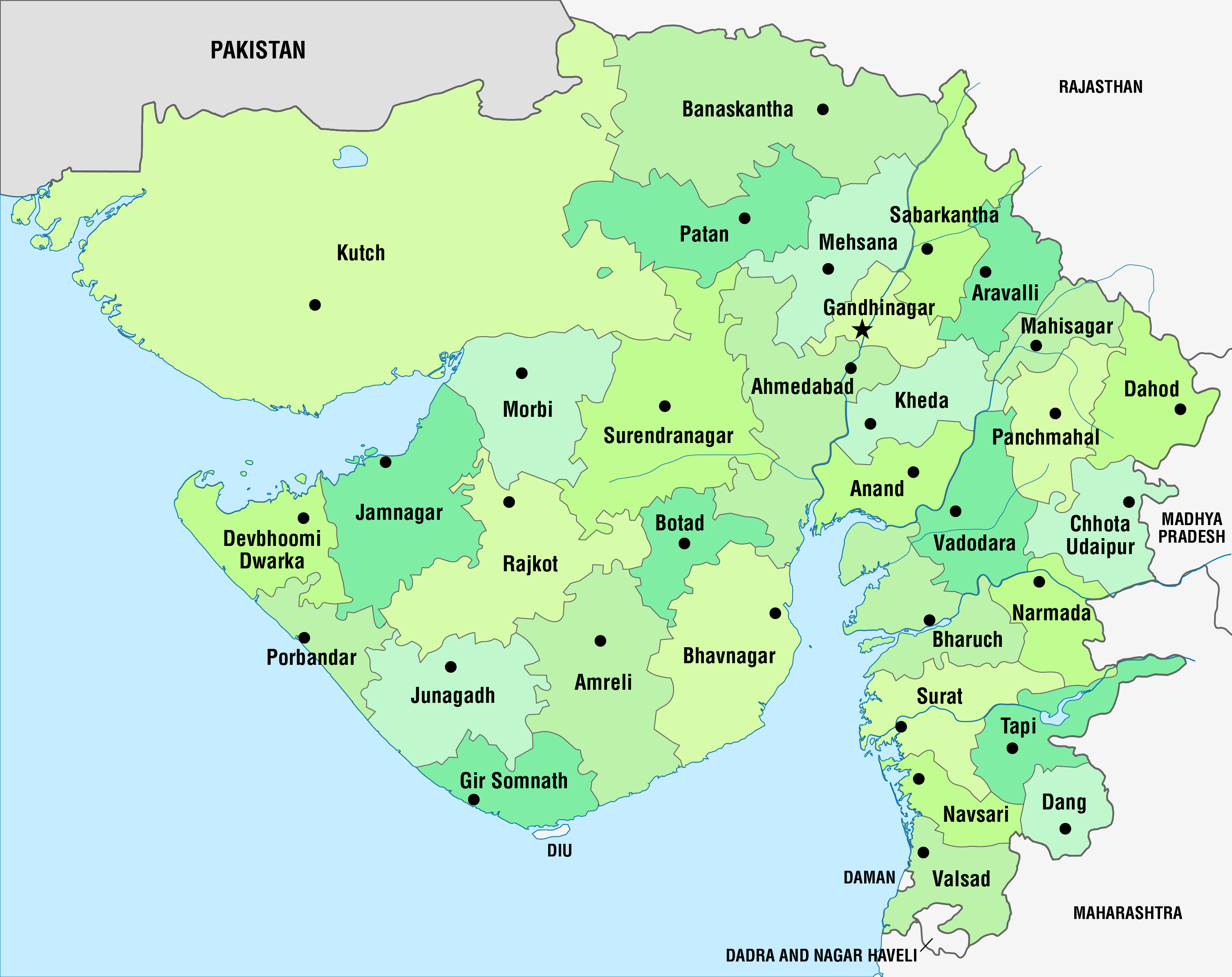
Districtes de Gujarat

Està dividit en vint-i-sis districtes. Quan es va crear el 1960 van integrar l'estat els 17 districtes del nord de Maharashtra (antic estat de Bombai): Ahmedabad, Amreli, Banaskantha, Bharuch, Bhavnagar, Dang, Jamnagar, Junagadh, Kheda, Kachchh, Mehsana, Panchmahal, Rajkot, Sabarkantha, Surat, Surendranagar i Vadodara (Baroda).
El 1964 el districte de Gandhinagar es va formar amb parts d'Ahmedabad i Mahesana, i el 1966 es va crear el districte de Valsad segregat de Surat. El 2 d'octubre de 1997 es va crear el districte d'Anand segregat de Kheda, el districte de Dahod segregat de Panchmahal, el districte de Narmada segregat de Bharuch, el districte de Navsari segregat de Valsad, i el districte de Porbandar segregat de Junagarh o Junagadh. El 2000 el districte de Patan es va formar amb territoris dels de Banaskantha i Mahesana. El 2 d'octubre del 2007 es va formar el districte de Tapi, el darrer fins a l'actualitat.

## Història
Al segle iv aC formà part dels dominis dels maurya. Una inscripció d'Asoka a Junagarh ho testimonia. Va pertànyer després als kstrapa (escites o saka) fins al segle IV passant llavors als gupta.
El seu nom (sànscrit Gurjaratra o Gurjararatra deriva de la tribu dels gujars (sànscrit gurjara) que podrien ser un grup dels huns heftalites arribats al segle v. Al segle vi els gujars van establir un regne a Broach que fou visitat pel viatger xinès Hiuen Tsiang (vers 640); esmenta un altre regne gujar més al nord amb el nom de Kiu-chi-lo, amb capital a Pilo-mo-lo, que podria ser Bhilmal a l'antic estat de Jodhpur. A partir del segle ix el nom de Gurjaratra o Gurjararatra es donava al territori al nord d'Ajmer i del llac Sambhar. El mateix nom de Gurjarata s'aplicava vers el segle XI als dominis dels Solanki d'Anahilwada o Anhilvada.
Després del domini gujar la regió estava en mans dels valabhi, enderrocats pels musulmans de Mansura al Sind. En aquest temps hi van arribar els zoroastrians expulsats de Pèrsia (segons la tradició a partir del 716 i durant tota la resta del segle i el següent) origen dels parsis de l'Índia.
Van seguir les dinasties dels Chawada i els Solanki o Chalukya. Mahmud de Ghazna va saquejar el temple hinduista dels Chalukya a Somnath el gener del 1026 durant el regnat de Bhima I, quart rei Chalukya, i joies i les portes del temple foren portats a Gazni. La dinastia Chalukya va sobreviure i el sisè rei Siddharaja que va regnar uns cinquanta anys entre els segles XI i xii va estendre els seus dominis i va construir el temple de Siddhpur. La religió jainista es va estendre pel territori. El novè rei, Mularaja II, va derrotar el virrei gúrida Muizz al-Din Muhammad el 1178, l'exèrcit del qual estava molt cansat després de marxar per Uchch, Multan i el desert de Marwar (la tradició musulmana atribueix erròniament aquesta victòria al rei Bhima II). El 1197 el general de Muizz al-Din, Qutb-ad-Din Àybak (fundador el 1206 del sultanat de Delhi) va venjar la derrota saquejant la capital Chalukya, Anahilwada, obligant a Bhima II a fugir. Mularaja i Bhima van pujar al tron sent menors d'edat i el poder chalukya es va afeblir i va quedar repartit de fet entre els caps de la noblesa i governadors provincials, entre els quals els més poderosos foren els vaghela de Dholka que finalment van usurpar tot el poder reial vers 1233 i van establir la seva capital a Anahilvada. Es va enfrontar als musulmans i va conservar parts del nord de Gujarat durant força temps.
El darrer rei dels vaghela, Karna, fou derrotat a una batalla decisiva per les forces del sultà de Delhi Ala al-Din Muhammad Shah I Khalji (1296-1316) dirigides pels generals Ulugh Khan i Nusrat Khan, el 1298. Anahilwada fou saquejada, el temple de Somnath espoliat i es van establir guarnicions musulmanes. Khambayat fou saquejada pels musulmans dirigits per Ulugh Khan, que hi van fer un gran botí, i on va comprar l'esclau Kafur. També foren assolades Aswal, Dholka, Rander, Mahuwa, Diu (Diw) i Junagarh. Els musulmans van arribar fins a Kachch. L'esposa del rei Karna, Kawladevi, fou enviada a Delhi per l'harem del sultà, però el rei i la seva filla Devaldevi, van poder fugir a Devagiri.
El 1300 el sultà Ala al-Din Muhammad Shah I Khalji va nomenar governador amb títol de nazim, al seu cunyat Malik Sandjar que va agafar el nom d'Alp Khan i va tenir seu a Anhilvada rebatejada Patan. Va governar eficaçment durant 16 anys fins que fou cridat a Delhi i assassinat per instigació de l'antic esclau Kafur, ara l'home més poderós a la cort del sultanat. Quan Alp Khan se'n va anar, van esclatar disturbis a Gujarat i hi fou enviat Kamal al-Din Gurg, famós per la seva victòria a Jalor, però que fou derrotat i fet presoner, i després executat; la rebel·lió es va generalitzar i l'anarquia va augmentar amb la mort d'Ala al-Din Muhammad Shah I Khalji el 1316 i el breu regnat de Shihab al-Din Umar Khalji (1316); va pujar al tron Kutb ad-Din Mubarak Shah I Khalji (1316-1320) que va enviar al Gujarat com a cap militar al general Ayn al-Mulk i com a governador (nazim) al seu sogre Malik Dinar amb el nom de Zafar Khan. Aquest darrer, eficaç administrador, va restablir l'ordre però el 1319 fou cridat a Delhi i executat. Husam al-Din, germanastre de Khusraw Shah el favorit del sultà (després Khusraw Khan Barwari), va ocupar el seu lloc. No va tardar a revoltar-se contra Delhi i fou derrotat i després substituït per Wahid al-Din Kurayshi que per fi va restablir la tranquil·litat sota el nou sultà Tughluk Shah I (1320-1325).
Durant vint anys Gujarat va estar en pau (primera part del regnat de Muhammad Shah II Tughluk, 1325-1351) fins que vers 1340 es van organitzar al país bandes afganeses i de sectes musulmanes dirigides pels amiran-i sada; una matança d'amiran-i sada a Dhar el 1344 va provocar una revolat dels amiran-i sada que van sobreviure, els quals es van apoderar dels impostos de la província quan eren portats a Delhi, de manera que el 1345 el mateix sultà va marxar a la regió al front de les seves forces; una repressió sagnant va afectar la província, i foren executats tant els amirs lleials com els rebels; el sultà es va establir a Bharoc i va descobrir que els impostos d'aquesta ciutat, de Khambayat i d'altres, estaven uns quants anys endarrerits, i va obligar a pagar amb uns interessos exagerats. Els amiran-i sada rebels van fugir a Daulatabad; el sultà els va cridar a Bharoc i els va oferir el perdó, però sospitant una traïció van matar als funcionaris lleials de Dawlatabad i van proclamar rei a Ismail Mukh, apoderant-se tot seguit de part dels país dels marathes; el sultà va abandonar Bharoc per enfrontar als rebels i mentre estava absent es va revoltar al Gujarat el general i antic esclau Taghi que tenia el suport de molts amirs, de caps hindús i del part del poble. El sultà va girar cua i va enfrontar als rebels als que va derrotar. Taghi va poder fugir i fou perseguit.
Mentre passava tot això el rei dels rebels, Ismail Mukh, va abdicar en el amiran-i sada Hasan que va agafar el nom de Zafar Khan i que ou coronat poc després (1347) com a Ali al-Din Hassan Bahman Shah fundant la dinastia bahmànida. Mentre Taghi, retirat a Sorath i després a Thattha (on el djam li va donar refugi), va haver d'abandonar tota esperança per l'enèrgica persecució del sultà i va morir el 1351. Firuz Shah Tughluk va anar al campament de Taghi on fou coronat sultà (1351-1388) i després va marxar a Delhi.
El 1366 Firuz va tornar al Gujarat per atacar al djam de Thattha però la campanya va anar malament i l'exèrcit va quedar destruït al Ran de Kachch. Va poder arribar finalment a Gujarat i va destituir al governador per no haver-li pogut enviar els reforços demanats i va reclutar un nou exèrcit. Fou nomenar nou governador Zafar Khan, gendre de Fakhr al-Din Mubarakshah de Bengala, que fou un bon governador però fou substituït el 1376 par Shams al-Din Damghani que havia promès augmentar els ingressos fiscals de la província, el que no va aconseguir malgrat les extorsions, i encara va causar una revolta popular; fou nomenat governador Malik Mufarrah Sultani Farhat al-Mulk que va exercir durant 15 anys.
A partir del 1390 el poder del sultanat de Delhi sobre les províncies es va veure afectat per les lluites de successió; el 1391 el governador de Gujarat va donar suport a la religió hindú esperant el seu suport per fer-se independent; els ulemes van anar a Delhi a protestar i Muhammad Shah III Tughluk va enviar com a nou governador a Zafar Khan, fill de Wajih al-Mulk (un rajput convers) amb el títol de Muzaffar Khan; Farhat al-Mulk va desafiar la seva autoritat i els dos homes es van enfrontar en batalla el 4 de gener de 1392 a Kamboi a 30 km a l'oest de Patan, en la que Farhat fou derrotat i mort. Muzaffar havia deixat a Delhi al seu fill Tatar Khan que exercia com a wazir (fins a 1393). Muzaffar va començar a restablir l'orde i la prosperitat i va eliminar les facilitats pel culte hindú. El raja d'Idar que negava el tribut, fou assetjat a la seva fortalesa diversos cops. Muzaffar va destruir el temple de Somnath el 1395 i altre cop el 1402, i aquesta darrera vegada va perseguir als hindús fins a Diu on va implantar l'islam. Tatar Khan, el fill de Muzaffar Khan, continuava a Delhi on era el centre de les lluites pel poder i el 1398 va anar a Gujarat on va demanar al seu pare un exèrcit que havia d'ocupar Delhi. Però llavors es va produir la invasió de Tamerlà (1399). Nasir al-Din Mahmud Shah III Tughluk (1395-1399) ers va refugiar a Patan. El 1403 Tatar Khan va voler convèncer el seu pare d'avançar fins a Delhi amb un exèrcit però Muzaffar no ho va acceptar i va tractar de dissuadir al fill. Tatar llavors va enderrocar al seu pare (de 60 anys) i es va proclamar sultà de Gujarat (novembre de 1403) com Muhammad Shah Gujarati. Llavors va marxar a Delhi però fou enverinat pel seu oncle Shams Khan, que va alliberar a Muzaffar al que va restablir al govern de Gujarat. Va agafar el títol reial el 1407 a petició dels nobles i davant la vacant de poder a Delhi, sent coronat com Muzaffar Shah.
Per la historia fins a la conquesta mogol del 1572/1573 vegeu Sultanat de Gujarat.
Akbar el Gran fou cridat a Gujarat pel regent Itimad Khan que no podia controlar el país. Va iniciar la campanya el juliol de 1572 sortint de Fatehpur Sikri. Va arribar a Patan, la capital del Gujarat el novembre. Allí va rebre la submissió dels nobles. Va continuar el seu camí cap a Khambayat i pel camí va saber d'una revolta a Ahmedabad d'alguns nobles que fou sufocada ràpidament. Cap al sud els seus parents els Mirzà, descendents de Tamerlà, que ara eren senyors de Surat, Baroda, Bhraoc i Campaner, i els habshis, se li van oposar, però foren derrotats per les forces imperials a la batalla de Sarnal el 23 de desembre de 1572; Surat fou assetjada i va capitular el 26 de febrer de 1573. Llavors Akbar va donar per acabada la campanya i va retornar a Fatehpur Sikri (abril del 1573). Gujarat va esdevenir una província (suba) mogol amb setze sarkars (districtes) que van substituir als 25 districtes que havia arribat a tenir Gujarat. Poc després de sortir Akbar, els Mirzà es van revoltar altre cop i es van unir als habshis. El governador mogol va quedar assetjat a Ahmedabad i Akbar va retornar en 9 dies de marxes forçades i va derrotar els rebels a la batalla d'Ahmedabad (setembre del 1573). Encara que hi va haver una revolta menor dels Mirzà el 1577 només va caler un cos expedicionari mogol enviat per reprimir l'intent.
Muzaffar III, el darrer sultà, havia estat fer presoner el 1572; el 1578 es va escapar del seu captiveri i es va presentar a Gujarat on va fomentar una rebel·lió el 1583 i per sis mesos fou sultà amb poders; després va haver de fugir però va seguir oferint una mica de resistència aïllada durant deu anys. Fou finalment capturat el 1593 i es va suïcidar.
Sota els mongols fou un territori relativament tranquil. El kolis i els rajputs van provocar alguns conflictes, però el principal foren les grans fams de 1596, 1630-1631, 1681, 1684 i 1697-1698. La gran gana de 1630-1631 coneguda com a Satyasio Kal (la fam del 87, anomenada segons l'any Vikram 1687 equivalent al 1630/1631) va afectar durant deu anys l'economia del país. El 1609 Malik Ambar va atacar Surat. El 1664 i 1670 es van produir tanmateix atacs marathes a Surat dirigits per Shivaji i fou llavors quan va ascendir al Gujarat la família dels Gaikwar (Gaikowar) que va arribar a ser més poderosa que el subadar (governador). El 1705 es va produir un atac maratha creuant el Narbada.
Després de la mort d'Aurangzeb el 1707, els marathes van començar a operar a la província i des del 1711 els atacs van esdevenir anuals i es van establir a Songarh (1719) i Champaner (1723); el 1725 saquejaven viles i feien regnar el terror i en deu anys van dominar tot Gujarat durant el govern de Sarbuland Khan (1723-1730) que va acceptar la reclamació maratha de percebre el chauth (el quart de les taxes) i el sardeshmukhi. El 1734 dominaven Baroda i el 1737 el Gaikwar va adquirir el dret a compatir el cobrament de taxes de la província i va entrar a Ahmedabad que va compatir amb el virrei mogol (1738). La regió fou assolada per les grans fams del 1719, 1732 i 1747.

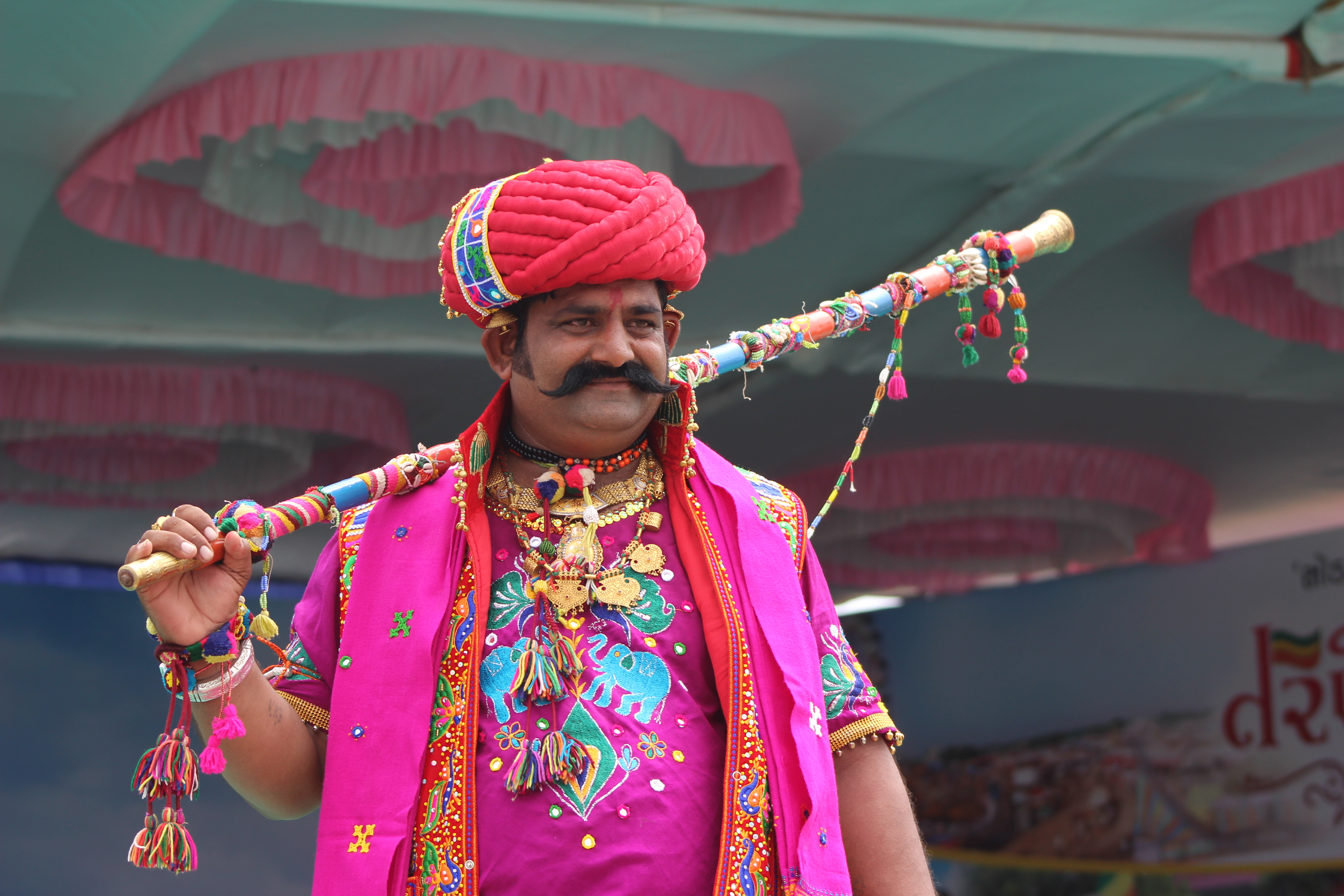
Un home amb vestits tradicionals durant la fira de Tarnetar.

El darrer governador mogol fou nomenat el 1748 però la caiguda d'Ahmedabad el 1758 va posar fi al domini mogol a la província. El peshwa i els Gaikowar es van repartir el país (on operaven també agents del nizam d'Hyderabad i un dels seus homes va prendre el poder a Broach però percebent la meitat de les taxes i l'altra meitat era pel Gaikwar), encara que una part estava sota nawabs musulmans independents (Palanpur (on es van establir els jhaloris el 1715), Bharoc, Khambayat o Cambay (on es va establir Momin Khan que va començar a planificar la independència vers 1736), Radhanpur, Junagarh (els babis, establerts el 1738), i Surat (molt disputada entre rivals fins a la conquesta britànica el 1759 i l'annexió el 1800 a la mort del darrer nawab) foren els principals. El 1751 el Gaikwar va haver de cedir la meitat dels seus drets sobre les taxes al peshwa maratha. El 1761 els marathes foren derrotats a la tercera batalla de Panipat i un firman imperial mogol va ordenar al nawab de Khambayat, Mumin Khan, de reprendre possessió del Gujarat, però mancat de suport imperial efectiu, no va poder fer gran cosa i els babis es van apoderar de Balasinore (1761). Un intent d'expulsar els Gaikwar de Baroda va fracassar però després la lluita per la successió a aquest principat (1768) va debilitar el seu poder. El Gaikwar va acceptar el protectorat britànic el 1782 i la influència angles ava conservar l'orde del 1782 al 1799 quan el Gaikwar va conquerir Ahmedabad i va empresonar a l'agent del peshwa encarregar de la recaptació de la part d'aquest.
El peshwa va afermar els seus drets tant a la meitat de les taxes com a la sobirania sobre el Gaikwar tot i l'aliança d'aquest amb els britànics. Les lluites que per un temps es van produir es van acabar el 1803 amb la victòria britànica a la primera guerra contra els marathes. El peshwa va fer renuncies a drets sobre el Gujarat (la seva part de les taxes va passar als britànics), mentre Broach, dominada per Sindhia de Gwalior, va ser cedida per aquest als britànics. Finalment els Gaikowar marathes van cedir el territori de Gujarat als britànics el 1817 i després de l'enderrocament del peshwa el 1818 el Gujarat va quedar dividit en els districtes britànics d'Ahmedabad, Broach, Kaira, Panch Mahals i Surat, l'estat de Baroda i un nombre elevat de petits estats natius. Sota domini britànic el Gujarat va pertànyer a la presidència de Bombai. La fam més horrible fou la de 1899-1902

## Formació de l'estat de la Unió
El territori britànic de la presidència de Bombai es va convertir en província el 1947 i estat el 1950; els principats feudataris de Gujarat van crear la unió de Saurasthra que va formar un altre estat el 1948, i la regió del Kutch es va convertir en territori el 26 de gener de 1950.
De la unió de les tres entitats l'1 de novembre de 1956 sota el nom d'Estat de Bombai, va sorgir posteriorment l'anomenat estat de Gujarat, l'1 de maig de 1960; del tradicional territori del Gujarat en van quedar separats alguns territoris que van ser units al Rajasthan, Madhya Pradesh i Maharashtra seguint criteris lingüístics.

## Govern de l'estat
El govern regional va estar dominat pel Partit del Congrés fins al 1976 quan va governar breument el Janata Parishad (Associació Popular), poc menys d'un any. El Janata va tornar al poder el 1977 i va governar fins al 1980 quan va tornar el Congrés (ara anomenat Partit del Congrés-Indira). El vell Congrés va tornar a governar el 1985 fins al 1989, i el Congrés-Indira va recuperar el poder del 1989 al 1990. Després van governar el Janata Parishad (1990-1994), el Janata Dal (Partit Popular, 1994-1995) i el Bharatiya Janata (1995-1996). El Partit del Congrés va recuperar el poder el 1996 però des del 1997 el Bharatiya Janata Party (Partit Popular de l'Índia) va assolir l'hegemonia que encara conserva (2006). L'estat va quedar sota govern presidencial directe del 1974 al 1975, el 1976, el 1980 i el 1996.

### Llista de governadors
- 1960 - 1965 Mehdi Nawaz Jung
- 1965 - 1967 Nityanand Kanungo
- 1967 P.N. Bhagwati (interí)
- 1967 - 1973 Shriman Narayan
- 1973 P.N. Bhagwati (interí, segona vegada)
- 1973 - 1978 Kambanthodath Kunhan Vishwanatham
- 1978 - 1983 Sharada Mukherjee (dona)
- 1983 - 1984 Kizhekethil Mathew Chandy
- 1984 - 1986 Braj Kumar Nehru
- 1986 - 1990 Ram Krishna Trivedi
- 1990 Mahipal Shastri
- 1990 - 1995 Sarup Singh
- 1995 - 1996 Naresh Chandra
- 1996 - 1998 Krishna Pal Singh
- 1998 - 1999 Anshuman Singh
- 1999 K.G. Balakrishnan (interí)
- 1999 - 2003 Sunder Singh Bhandari
- 2003 - 2004 Kailashpati Mishra
- 2004 Balram Jakhar
- 2004 - Nawal Kishore Sharma

## Ministres en cap
- 1960 - 1963 Jivraj Mehta, Partit del Congrés.
- 1963 - 1965 Balwantrai Mehta, Partit del Congrés

19 de setembre 1965 - 1 d'octubre 1965 Govern del President
- 1965 - 1971 Hitendra Kanaiyalal Desai, Partit del Congrés
- 13 de maig 1971 - 17 d'agost 1972 Govern del President
- 1972 - 1973 Ganshyam Bhai Oza, Partit del Congrés
- 1973 - 1974 Chimanbhai Patel, Partit del Congrés
- 9 de febrer 1974 - 18 de juny 1975 Govern del President
- 1975 - 1976 Babhubai Jashbai Patel, Janata Parishad (Associació Popular)

12 de Mar 1976 - 24 de desembre 1976 Govern del President
- 1976 - 1977 Madhav Sinh Solanki, Partit del Congrés
- 1977 - 1980 Babhubai Jashbai Patel (segona vegada), Janata Parishad (Associació Popular)
- 17 de febrer 1980 - 7 de juny 1980 Govern del President
- 1980 - 1985 Madhav Sinh Solanki (segona vegada), Partit del Congrés-Indira
- 1985 - 1989 Amarsinh Chaudhury, Partit del Congrés
- 1989 - 1990 Madhavsinh Solanki (tercera vegada), Partit del Congrés-Indira
- 1990 - 1994 Chimanbhai Patel (segona vegada), Janata Parishad (Associació Popular)
- 1994 - 1995 Chhabildas Mehta, Janata Dal (Partit Popular)
- 1995 Keshubhai Patel, Bharatiya Janata
- 1995 - 1996 Suresh Chandra Mehta, Bharatiya Janata
- 19 de setembre 1996 - 28 d'octubre 1996 Govern del President
- 1996 - 1997 Shankersinh Vaghela, Partit del Congrés
- 1997 - 1998 Dilip Parikh, Bharatiya Janata
- 1998 - 2001 Keshubhai Patel (segona vegada), Bharatiya Janata
- 2001 - Narendra Modi, Bharatiya Janata